# Коротко про
Коротко про (з 1996 до 2016 року — «Комсомольська правда в Україні», з 2016 до 2024 року — «КП в Україні») — видання в Україні, видавалося за ліцензією російської «Комсомольської правди». Розповсюджувала друковану версію видання в Україні з 4 жовтня 1996 року по 24 лютого 2022 року.
За оцінками Інституту масової інформації, газета була одним із найненадійніших медіа в Україні, зокрема, через велику кількість матеріалів від ненадійних джерел з фейковою чи недостовірною інформацією та маніпулятивними заголовками. З 24 лютого 2022 року видання припинило випуск друкованої версії й функціонує як онлайн-видання.
Друкована версія газети виходила з жовтня 1996 до січня 2022 року виключно російською мовою, друкована версія перейшла на українську мову в січні 2022 року після введення в дію нових положень закону про захист української мови 2019 року й українськомовна друкована версія продовжувала виходити місяць до тимчасового закриття друкованої версії видання 24 лютого 2022 року. Сайт газети з лютого 2001 до вересня 2021 року діяв виключно російською мовою, українську мову на рівні з російською було запроваджено в вересні 2021 року у зв'язку з введенням в дію нових положень закону про захист української мови 2019 року.

## Назви
12 січня 2016 року у зв'язку з новим українським законом про декомунізацію власники видання повідомили що «Комсомольська правда в Україні» перейменовується в «КП в Україні».
29 грудня 2023 року було оголошено, що з 1 січня 2024 року газета змінює назву з «Комсомольська правда в Україні» на «Коротко про».

## Історія
Перший номер газети в Україні надруковано 4 жовтня 1996 року.
У 1998 році видання отримує Орден Миколи Чудотворця «За примноження добра на землі» від РПЦвУ. 2008 року видання отримало почесну грамоту Держкомтелерадіо України та було визнано найкращою газетою України 2008 року в рейтингу національної програми «Людина року»[джерело?].
25 вересня 2012 року у деяких ЗМІ повідомили, що закриваються філіали видання у кількох регіонах, зокрема у Кримському, у Харківському, Львовському, Донецькому, Запоріжському та Дніпровському регіонах України. Однак пізніше представник власника видання UMH publishing у коментарі detector.media заявив що «ніяких фактичних змін у роботі регіональних філій „Комсомольської правди в Україні“ не відбулося. А інформація про закриття філій компанії [в деяких регіонах] стосується лише до змін юридичної структури UMH publishing».
Після повномасштабного вторгнення 24 лютого 2022 року видання тимчасово припинило друк газети й функціонує як онлайн-видання.

## Друкована версія та сайт
Друкована версія газети видавалася з 4 жовтня 1996 року до 24 лютого 2022 року; крім того з березня по червень 2020 року газета не видавалася у зв'язку з епідемією COVID-19.
Вебсайтна версія газети існує як окремий продукт з лютого 2001 року. Спочатку вебсайт існував за адресою kp.kiev.ua, а згодом у жовтні 2007 року видання перейшло на адресу kp.ua.

## Мова
З початку свого заснування у жовтні 1996 друкована версія газети виходила виключно російською мовою. 13 січня 2022 року у зв'язку з введенням в дію нових положень закону про захист української мови 2019 року видання перейшло з російської на українську мову у друкованій версії газети; оголошуючи про цю зміну головредактор видання Оксана Богданова скаржилася на те що вони змушені переходити на українську мову у друкованій версії й заявила що «зміни без шансу зберегти все, як було не викликають захвату».
З початку свого заснування у лютому 2001 вебсайтова версія газети виходила виключно російською мовою. У вересні 2021 року у зв'язку з введенням в дію нових положень закону про захист української мови 2019 року з'явилася опція українськомовної версії сайту за адресою kp.ua/ua/; після додавання українськомовнох версії у виданні й надалі залишилася російськомовна версія.

## Власники
У жовтні 1996 року засновано ТОВ «Київ-ПРЕСС» за ліцензією російської газети «Комсомольська правда». З 1999 року власником та видавцем газети «Комсомольська правда Україна» (ЗАТ «Комсомольська правда — Україна») стала «UMH group» Бориса Ложкіна. Згодом юрособу видавництва перейменували на ТОВ «Юлав медіа».[джерело?]

## Головні редактори
Головні редактори видання: Микола Сухомозський (1996 — 1999), Сергій Брага (1999 — 2006), Андрій Хрустальов (2007 — 2009), Вікторія Полушкіна (2009 — 2010), Анна Сєліванова (2010 — 2011), Оксана Богданова (з 2011 року).

## Контроверсійності

### Потрапляння до рейтингу ненадійних українських ЗМІ
У 2018 році Інститут масової інформації та texty.org.ua дослідили топ-50 українських інформаційних сайтів, щоб створити рейтинг медіа за ненадійністю. КП в Україні посіла 11 місце, під час моніторингу новин було виявлено 81 достовірних новину, 13 новин із ненадійними джерелами інформації та 6 недостовірних новин. Серед цих новин 10 мали маніпулятивні заголовки, 10 новин використовували маніпуляції з емоціями. Також був виявлений один фейк та одна новина, яка містила мову ворожнечі.